# Gli anni dell'avventura
Gli anni dell'avventura (Young Winston) è un film del 1973 diretto da Richard Attenborough.

## Trama
Nel 1897, il ventitreenne Winston Churchill, figlio dell'ex Cancelliere dello Scacchiere Lord Randolph Churchill, si trova in India per combattere le forze ribelli e per seguire la guerra come corrispondente del Daily Telegraph. Il giovane tenente non viene apprezzato dai suoi superiori, soprattutto dal comandante, Lord Kitchener che lo reputa quanto meno un ingenuo.
A sette anni, il piccolo Winston viene portato a scuola dalla madre Jennie, una bellissima signora dell'alta società, nata in America, che lui adora come una "principessa delle fate". In collegio, Winston soffre di solitudine che i genitori non alleviano visitandolo di frequente. L'unica presenza amica è la sua nurse, che lui chiama Womany che, quando Winston viene crudelmente picchiato per una lieve infrazione dal preside, dichiara a Jennie che il bambino non dovrà più tornare in quella scuola.
Ormai adolescente, Winston frequenta prima la scuola pubblica di Harrow, poi l'accademia militare di Sandhurst. Ma, pur sforzandosi di studiare duramente, non riesce ad essere uno studente brillante, deludendo suo padre. Lord Randolph si dimette da Cancelliere dello Scacchiere in seguito a disaccordi politici con il proprio partito e la sua condotta comincia a non essere più rigidamente formale com'è sempre stata. Winston ama il padre, ma non riesce a entrare in sintonia con lui e, anzi, gli provoca spesso ingiustificati attacchi di rabbia nei suoi confronti. Solo la moglie conosce la verità: Randolph è molto malato e la sifilide lo sta portando alla morte.
Rimasta vedova ancora giovane e bella, Jennie si trova nelle ristrettezze dopo aver perso il denaro di famiglia in speculazioni azionarie sbagliate. Winston, appena ventenne, ora deve sostenere la famiglia, per cercare di offrire alla madre il tenore di vita di cui lei ha sempre goduto. Attraverso le conoscenze di Jennie, riesce ad ottenere l'incarico di inviato speciale del Daily Mail in India, dove si deve recare con l'esercito. Nonostante il suo coraggio in battaglia e i suoi articoli, molto apprezzati in patria, Winston non riesce a far carriera. Scrive così alla madre, chiedendole di perorare la sua causa per farlo mandare in Sudan, rivolgendo la stessa richiesta anche a Lord Kitchener che, però, respinge la domanda con graffiante ironia.
Qualche tempo dopo, Kitchener avrà la sgradita sorpresa di trovare in Sudan anche Winston che lo avverte dell'imminente avanzata dei guerrieri dervisci. Dopo la vittoria britannica (24 novembre 1898), il giovane Churchill ritorna in patria dove la madre lo costringe a presentarsi alle elezioni politiche come candidato Tory a Oldham, il vecchio distretto di suo padre. Pur se Winston si impegna nella campagna per le elezioni, la sua scarsa esperienza e un difetto di pronuncia di cui non è riuscito ancora a liberarsi, lo portano alla sconfitta.
Nel 1899, sempre con l'aiuto della madre, Winston viene mandato in Sudafrica, dove i britannici e i boeri sono ai ferri corti. Poco dopo il suo arrivo, Churchill e il capitano Aylmer Haldane, mentre stanno difendendo un treno di truppe britanniche, vengono catturati dai boeri. Imprigionato vicino a Pretoria, Winston riesce a fuggire dal campo e attraversa il Sudafrica nascondendosi sul vagone di un treno che trasporta carbone. Saltato giù prima che il treno incappi in un posto di controllo, riesce a raggiungere la fattoria di un agricoltore inglese che lo aiuta nella fuga. Winston raggiunge l'esercito britannico e contribuisce a liberare gli altri prigionieri rimasti a Pretoria. Per la stampa britannica e in patria, ormai è diventato l'uomo del giorno, un vero eroe. Questa volta, quando si presenta nuovamente alle elezioni per il seggio di Oldham, vince senza incontrare alcun ostacolo.
Jennie teme però che la mancanza di abilità oratoria di Winston e i suoi rapporti con i liberali di David Lloyd George lo porteranno a una rapida caduta: il giovane uomo politico le dimostra invece che gli si è aperta una nuova strada davanti, tenendo un commovente discorso alla Camera dei Comuni che riscuote grandi applausi. Quando Jennie si ritrova con il figlio per parlare del suo futuro, Winston le chiede di presentargli una giovane donna vestita di giallo: è Miss Clementine Hozier, quella che poco tempo dopo diventerà sua moglie.

## Produzione
Il film fu realizzato in co-produzione tra Regno Unito e Stati Uniti: prodotto dalla Open Road e dalla Columbia Pictures Corporation.

## Distribuzione
Nel Regno Unito, il film venne distribuito dalla Columbia-Warner Distributors e fu presentato in prima mondiale a Londra il 20 luglio 1972. Negli Stati Uniti, dov'era distribuito dalla Columbia Pictures, fu proiettato in prima il 20 luglio a New York e il 10 novembre a Los Angeles.